# Блэкистон, Томас
Томас Райт Блэкистон (англ. Thomas Wright Blakiston, 1832—1891) — английский натуралист, орнитолог и путешественник.

## Биография
Родился в городе Лимингтон в Южной Англии (графство Хэмпшир). Был сыном майора Джона Блэкистона, второго сына сэра Мэтью Блэкистона, 2-го баронета. Его матерью была Джейн, дочь преподобного Томаса Райта, ректор рынка Босуорт в Лестершире. Птицами Блэкистон увлекся с раннего детства. Окончил Королевскую военную академию в Вулвиче (сейчас — район на юге Лондона), и будучи лейтенантом артиллерии, принял участие в осаде Севастополя. Уволившись с военной службы в 1857 году он работал в исследовательской экспедиции на северо-западе Канады, где занимался изучением птиц и собирал их тушки. С 1859 года он начал проводить исследования в верхнем течении реки Янцзы, результатом которых стал капитальный труд, изданный в 1862 году и награда — золотая медаль Королевского географического общества. В 1861 году переехал жить в Японию — Хакодате, остров Хоккайдо. Здесь кроме коммерческих дел по лесопильному производству, он продолжил заниматься орнитологией и собрал большую коллекцию птиц, пополнив орнитофауну этой страны более чем сотней новых видов. С 1884 года и до конца своей жизни жил в Сан-Диего в Калифорнии, США. Женился в 1885 году, в браке у него родились дочь и сын. Умер в возрасте 58 лет от пневмонии в октябре 1891 года и был похоронен на кладбище Green Lawn Cemetery, штат Огайо.